# Ginger Fish
Kenneth Robert Wilson (28 de septiembre de 1965 en Framingham, Massachusetts), más conocido como Ginger Fish, es un baterista estadounidense reconocido por su trabajo con la banda Marilyn Manson entre 1995 y 2011. Al igual que Marilyn Manson, que combina los nombres de modelos famosas y asesinos seriales, su nombre es una combinación de la actriz Ginger Rogers y del asesino Albert Fish.
Actualmente es el baterista de Rob Zombie, con el que grabó los álbumes Venomous Rat Regeneration Vendor (2013) y  The Electric Warlock Acid Witch Satanic Orgy Celebration Dispenser (2016).

## Discografía

### Marilyn Manson
- Smells Like Children (1995)
- Antichrist Superstar (1996)
- Remix & Repent (1997)
- Mechanical Animals   (1998)
- The Last Tour on Earth (1999)
- Holy Wood (In the Shadow of the Valley of Death) (2000)
- The Golden Age of Grotesque (2003)
- Lest We Forget: The Best of Marilyn Manson (2004)
- Eat me, Drink me (2007)
- The High End of Low (2009)
- Born Villain (2012)

### Rob Zombie
- Venomous Rat Regeneration Vendor (2013)
- The Electric Warlock Acid Witch Satanic Orgy Celebration Dispenser (2016)